# Somló Gábor
Somló Gábor (Kaposvár, 1953. augusztus 30. –) magyar színművész, író, költő, a Szegedi Nemzeti Színház Örökös tagja.

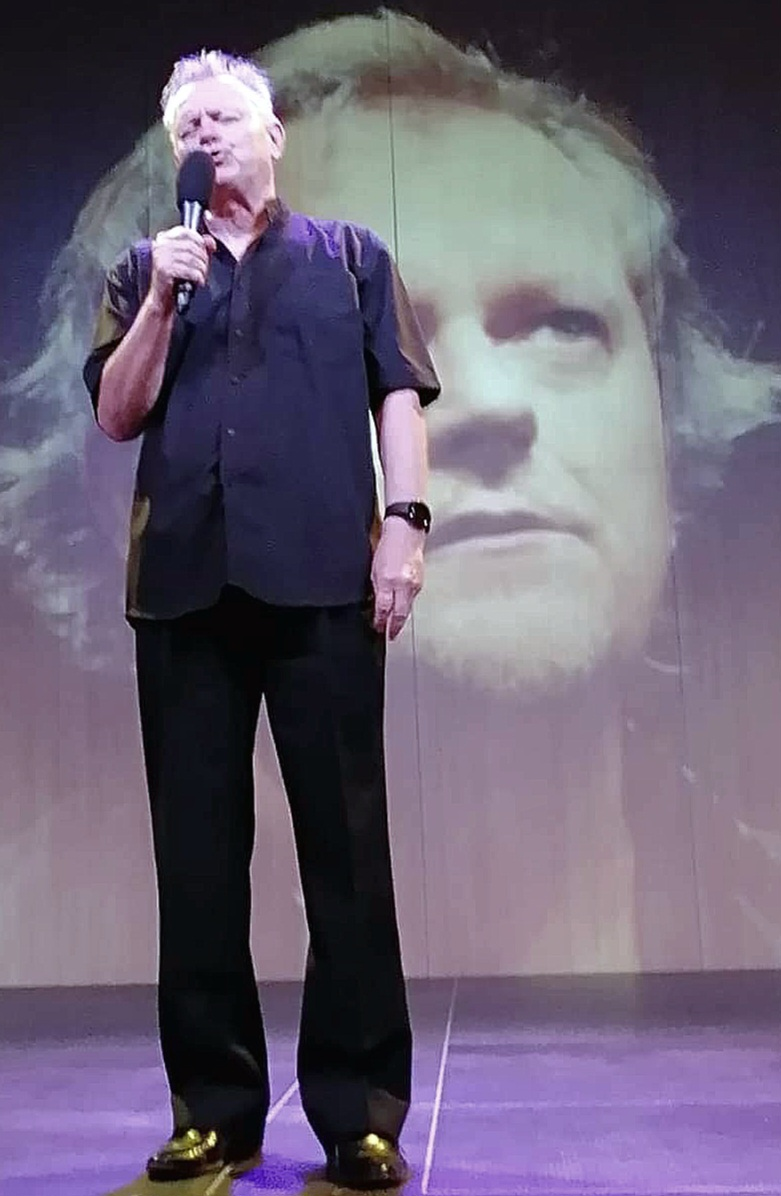
A fotó és a videó, Somló Gábor 70. születésnapi, és 50. színészi jubileumi gála műsoron készült, 2023 szeptember 15-én, a Szent- Györgyi Albert Agórában. https://drive.google.com/file/d/11isHnXow_02PCMJCl6vuG-OQJ-GcizYN/view?usp=drivesdk

## Életpályája
Édesapja Somló Ferenc (1918–2009) haláláig a Miskolci Nemzeti Színház Jászai-, Déryné-díjas örökös tagja. Édesanyja Tóth Mária nézőtéri ellenőre volt a Miskolci Színháznak. (1925–2009). Pályáját nagyon fiatalon, 1972-ben, a Miskolci Nemzeti Színházban kezdte a A cigánybáró című operettben, mint cigány fiú. Ezt követően az ország több színházában is szerepelt. 1985-ben megkapta a „Színész I.” besorolását. A következő évadot már a Szegedi Nemzeti Színházban kezdte, ahol a mai napig játszik. Országos ismertséget a 2005-ben forgatott Barátok közt sorozat Ágotai Attila szélhámos figurája hozta meg számára. Napjainkig 130 regisztrált premieren van túl. Beugrásokkal, szerepátvételekkel, kettős szerepekkel, a Szegedi Szabadtéri Játékok szerepeivel összesen: 187 szerepet alakított. 2013 óta nyugdíjasként vállal kisebb szerepeket a Szegedi Nemzeti Színházban, amelynek 2019-től örökös tagja.

## Szerződései
- Békéscsabai Jókai Színház 1973–1978
- Debreceni Csokonai Színház 1978–1983
- Nyíregyházi Móricz Zsigmond Színház 1983–1984
- Debreceni Csokonai Színház 1984–1985
- Szegedi Nemzeti Színház 1985–1989
- Békéscsabai Jókai Színház 1989–1990
- Szegedi Nemzeti Színház 1990–1995
- Szegedi Színkör 1995–1996
- Egri Gárdonyi Géza Színház 1996–1997
- Kecskeméti Katona József Színház 1997–1998
- Szegedi Nemzeti Színház 1998–

## Rendezései
- Somló Gábor: Öltöző. Színházi életképek. Színmű. Szegedi Tudományegyetem aulája 2004.
- Somló show. Nyári Szünet Színház. Szegedi Nemzeti Színház Kisszínháza 1994.
- Árvízgála. Kecskeméti Katona József Nemzeti Színház 1999.
- Árvízgála.Muzsikáló udvar. Szeged 2013.
- Hatvanötödikesek. Születésnapi és jótékonysági gála. Szegedi Nemzeti Színház Kisszínháza 2018.
- Hetvenkedők. Születésnapi, jubileumi és jótékonysági gála. Szeged. Szent-györgyi Albert Agóra. 2023.

## Művei
1999, 2009, 2019-ben verseskötetei jelentek meg. Öltöző című könyve, mely krokikat, színeseket, és színdarabját tartalmazza, 2004-ben jelent meg. Öltöző című színdarabját ugyanebben az évben mutatta be a Szegedi Nemzeti Színház társulata a Szegedi Tudományegyetem aulájában.
2023-ban ötödik könyvét, Emléktár címmel, a Szegedi színház 1985-től napjainkig feldolgozott történeti dokumentumregényét jelentette meg.

## Fontosabb szerepei
- André (Paul Armont – Paul Vandenberghe: Fiúk, Lányok, kutyák)]]
- Howard (Arthur Miller: Az ügynök halála),
- Oswald (William Shakespeare: Lear király),
- Yokel, a paraszt (Mark Twain: Koldus és Királyfi),]]
- Miki (Ábrahám Pál: Viktória),
- Rosencrantz (Shakespeare: Hamlet),
- Fegyka (Sólem Aléchem: Hegedűs a háztetőn),
- Putmans (Arthur Miller: Sálemi boszorkányok),
- Titkár (Lev Birinszkij: Bolondok tánca),
- Oszip (Gogol: A revizor),
- Pixi (Szirmai Albert: Mágnás Miska),
- Kubanek (Zerkovicz Béla: Csókos asszony),
- Harold Corringe (Peter Shaffer: Black Comedy),
- Róbert (Kishont Ferenc: Házasságlevél),
- Buldeo (Kipling–Dés–Geszti–Békés : Dzsungel könyve),
- Lerma gróf (Friedrich Schiller: Don Carlos),
- Ösztövér, Hold. (William Shakespeare: Szentivánéji álom),
- Sorin (Csehov: Sirály),
- IV.Esküdt (Reginald Rose: Tizenkét dühös ember),
- Schrank felügyelő (Leonard Bernstein: West Side Story),
- Perez atya (Cervantes: La Mancha lovagja),
- Dr. Finash (Georges Feydeau: Bolha a fülbe),
- Timoteus barát (Niccolò Machiavelli: Mandragóra),
- Gepetto (Collodi–Litvai: Pinokkió),
- Nagy úr (Móricz Zsigmond: Légy jó mindhalálig),
- Kömény Móka (Tamási Áron: Énekes madár),
- Dr Einstein (Tolcsvay–Müller–Bródy: Doctor Herz).
- Samrajev (Csehov: Sirály)
- Kulhanek (Eisemann Mihály–Békeffi István: Egy csók és más semmi)
- Wabash a dadogós. (Szerelmes Shakespeare)
- Penicsek(Kudelka) (Marica grófnő)

### Film, tv
- Petőfi. Dokumentumjáték, MTV, 1983. Rendező: Gali László
- Hosszú vágta. Film, 1983. Rendező: Gábor Pál
- Petőfi sorozat. MTV, 1960. Rendező: Horváth Ádám
- Família Kft.
- Barátok közt

## Díjai, elismerései
- A Szegedi Nemzeti Színház Örökös Tagja (2019)
- Pro Theatro díj (2019)
- Dömötör-díj –  A Szegedi Önkormányzat, és a Szegedi közönség elismerése (2012)
- Hatszoros Olimpiart bajnok úszásban, atlétikában 2012–2016 között. Kecskemét
- A Magyar Vöröskereszt hetvenszeres véradója emlékérem
- Egyszeres magyar színészválogatott futballban.

### Szerepei
- Jegy.hu: Somló Gábor
- Port.hu: Somló Gábor színész, rendező, író
- Szegedi Nemzeti Színház: Somló Gábor - Szerepek, munkák